# 八王子西インターチェンジ
八王子西インターチェンジ（はちおうじにしインターチェンジ）は、東京都八王子市にある、首都圏中央連絡自動車道（圏央道）のインターチェンジ。
工事中の仮称は「八王子北IC」であったが、中央自動車道（中央道）の八王子ICの西方に位置することから、正式名称は現名称となった。

## 歴史
- 2007年（平成19年）6月23日：八王子JCT - あきる野IC間開通に伴い、供用開始。この時点では当ICは中央道方面のみ通行可能なハーフICとして供用されていた[4]。
- 2013年（平成25年）6月11日：関越自動車道（関越道）方面への出入口となる「（仮称）八王子西スマートインターチェンジ」の設置を国土交通大臣が許可[5]。
- 2015年（平成27年）6月25日：関越道方面への出入口となる「（仮称）八王子西スマートインターチェンジ」の起工式を開催[6]。
- 2016年（平成28年）
  - 8月29日：関越道方面出入口の名称を「八王子西インターチェンジ」とし、ETC搭載車以外の通行も可能とすることを正式決定[6][注釈 1]。
  - 12月24日：関越道方面出入口が供用開始し、フルIC化[6]。
- 2017年（平成29年）
  - 11月9日 - 台風21号による並行都道（東京都道61号山田宮の前線）土砂災害通行止めのため、当IC〜あきる野IC間のみの利用車両無料措置を開始する（都道復旧までの間）[7][8]。
  - 12月19日 - 上記の当IC〜あきる野IC間の代替路無料措置を終了[9]。
- 2019年（令和元年）
  - 10月12日 - 令和元年東日本台風（台風19号）による土砂災害により外回り本線および外回り入口が被災
  - 10月14日 - 本線の通行止めを解除。
  - 11月29日 - 外回り入口を暫定復旧。
- 2022年（令和4年）4月1日 - 料金所をETC専用化[10]。

### フルIC化へ向けた動き
2007年（平成19年）6月23日に供用開始した時点では中央道方面出入口のみ通行可能なハーフICであった。
2009年（平成21年）1月からフルIC化の検討が進められてきたが、2013年（平成25年）6月11日、スマートインターチェンジとして関越道方面の出入口「（仮称）八王子西スマートインターチェンジ」が設置されることが決定した。その後、ETC搭載車以外の通行も可能となるフルICとして整備されることとなった。入口は既存の入口ではなく八王子市道から直接本線に乗り入れ、出口は既存の八王子西IC料金所に接続する形態となっている。関越道方面への出入口は2016年（平成28年）12月24日に供用開始された。

## 周辺
- 八王子繊維工業団地
- 下恩方工業団地
- 美山工業団地
- 陣馬山
- 夕やけ小やけふれあいの里
- 八王子城跡
- 高尾山
- 八王子市立美山小学校
- 八王子市立川口中学校

## 接続する道路
- 直接接続
  - C4首都圏中央連絡自動車道(41番)
  - 東京都道61号山田宮の前線

## 料金所
- ブース数：5

後付で関越道方面の出入口と料金所を追加してフル化したため入口が分離している。

### 中央道方面出入口・関越道方面出口
- ブース数：4

インターチェンジ供用開始時からある出入口。関越道方面への流入は不可。

#### 入口
- ブース数：2
  - ETC専用：1
  - ETC・サポート：1

#### 出口
- ブース数：2
  - ETC専用：1
  - ETC・サポート：1

### 関越道方面入口
- ブース数：1

関越道方面専用の入口で新設されたもの。中央道・東名方面への流入は不可。

#### 入口
- ブース数：1
  - ETC・サポート：1

## 隣
C4 首都圏中央連絡自動車道
(35)高尾山IC - (6)八王子JCT - 八王子城跡TN - (41)八王子西IC - (42)あきる野IC